# Georg Caspar Schürmann
Georg Caspar Schürmann (Neustadt am Rübenberge, 1672 (o inizio 1673) – Wolfenbüttel, 25 febbraio 1751) è stato un compositore tedesco barocco. Il suo nome appare anche come Schurmann e in tedesco standard come Scheuermann.

## Biografia
Schürmann studiò musica, compreso il canto, nella sua nativa Bassa Sassonia. Nel 1693 cantava all'Oper am Gänsemarkt come giovane contralto. Nel 1694 compose una cantata per l'inaugurazione del castello di Salzdahlum a Wolfenbüttel. Nel 1697 si recò a Luneburgo (circa 50 km a sud-est di Amburgo) per esibirsi come ospite in uno spettacolo. Il suo canto impressionò così tanto il duca Antonio Ulrico di Brunswick-Wolfenbüttel che il duca lo assunse all'istante. Dal 1702 al 1707 fu direttore principale e compositore per l'Orchestra di Corte di Meiningen. Nel 1707 Schürmann succedette ufficialmente a Reinhard Keiser come Cammer-Componist (compositore di corte). Servì la corte di Brunswick, con poche brevi interruzioni, per 54 anni fino alla sua morte all'età di 79 anni.

## Opere
Schürmann scrisse oltre trenta opere, molte delle quali non sono sopravvissute. La sua musica era caratterizzata da ricchezza armonica, attenta elaborazione contrappuntistica, maneggiamento flessibile della forma e delineazione teatrale efficace dei personaggi. Alcune delle sue opere:
- Salomon, in einem Singespiel.  (Libretto: Antonio Ulrico).  Wolfenbüttel, o.J. [1697?]
- Daniel, in einem Sing-Spiel.  (Libretto: Christian Knorr von Rosenroth).  Braunschweig 1701
- Telemaque. (Libretto: Johann Beer).  Naumburg 1706
- L'amor insanguinato oder Holofernes.  (Libretto: Joachim Beccau). Braunschweig 1716.
- Die Pleiades oder das Siebengestirne.  (Libretto: Friedrich Christian Bressand).  Braunschweig 1716 (und Wolfenbüttel 1735)
- Der Edelmühtige Porsenna.  (Libretto: Friedrich Christian Bressand). Wolfenbüttel 1718
- Heinrich der Vogler.  (Libretto: Johann Ulrich König).  Wolfenbüttel 1718 (u.ö.)
- Die getreue Alceste in einer Opera.  (Libretto: Johann Ulrich König). Braunschweig 1719 (u.ö.)
- Ludovicus Pius oder Ludewig der Fromme. (Louis the Pious).  Braunschweig 1726
- Clelia, in einer Opera vorgestellet.  (Libretto: Friedrich Christian Bressand).  Braunschweig 1730
- Procris und Cephalus, in einer Opera.  (Libretto: Friedrich Christian Bressand).  Wolfenbüttel 1734